# Life (2009)
Life is een Britse natuurfilmdocumentaire voor het eerst uitgezonden in 2009 op BBC One. De tiendelige serie volgt de gespecialiseerde strategieën die dieren zich hebben aangemeten om te overleven.
De Britse versie bestaat uit tien delen en wordt gepresenteerd door David Attenborough; de Amerikaanse versie bestaat uit elf delen en wordt door Oprah Winfrey van commentaar voorzien.

## Afleveringen

### "Challenges of Life"
Over de verschillende strategieën die dieren hebben ontwikkeld. Door de BBC uitgezonden op 12 oktober 2009.

### "Reptiles and Amphibians"
Over reptielen en amfibieën. Door de BBC uitgezonden op 19 oktober 2009.

### "Mammals"
Over zoogdieren. Door de BBC uitgezonden op 26 oktober 2009.

### "Fish"
Over vissen. Door de BBC uitgezonden op 2 november 2009.

### "Birds"
Over vogels. Door de BBC uitgezonden op 9 november 2009.

### "Insects"
Over insecten. Door de BBC uitgezonden op 16 november 2009.

### "Hunters and Hunted"
Over jacht- en ontsnaptactieken. Door de BBC uitgezonden op 23 november 2009.

### "Creatures of the Deep"
Over ongewervelde dieren uit zee. Door de BBC uitgezonden op 30 november 2009.

### "Plants"
Over planten. Door de BBC uitgezonden op 7 december 2009.

### "Primates"
Over primaten. Door de BBC uitgezonden op 14 december 2009.